# Opius rugosiusculus
Opius rugosiusculus är en stekelart som beskrevs av Jakimavicius 1986. Opius rugosiusculus ingår i släktet Opius och familjen bracksteklar. Inga underarter finns listade i Catalogue of Life.